# Maison de La Hire
La Maison de La Hire est située à Francescas, dans le département de Lot-et-Garonne.

## Localisation
La maison dite de La Hire est située au no 7 de la rue Arragegat, à Francescas.

## Historique
La maison qui avait été construite contre le rempart de Francescas au XIVe siècle. La tradition locale attribue la construction de la maison  à Étienne de Vignolles, surnommé « la Hire », qui est un compagnon de Jeanne d’Arc. 
Elle a été endommagée à la fin du Moyen Âge, puis réaménagée au XVIe ou au XVIIe siècle.
La maison a été divisée en trois propriétés entre 1809 et 1842.
La maison a été inscrite au titre monuments historiques le 23 décembre 1996,.